# Louis Goffin
Louis Alexandre Marie Goffin (Châtelet, 25 maart 1904 – 1975) was een Belgisch diplomaat.
Na het afronden van zijn studie aan de universiteit van Luik trad Goffin in 1928 in Belgische diplomatieke dienst. Deze dienst zond hem later dat jaar naar Bombay en het jaar erop naar New York waar hij in 1937 consul werd. Tijdens de Tweede Wereldoorlog was hij gestationeerd in onder andere Lissabon en Washington D.C. In 1947 werd hij ambassadeur in Moskou en van 1951 tot 1955 was Goffin gestationeerd in Teheran.
Op 7 mei 1955 werd Louis Goffin de eerste secretaris-generaal van de West-Europese Unie (WEU) in welke functie hij in 1962 werd opgevolgd door zijn landgenoot Maurice Iweins d'Eeckhoutte.